# Ворона пальмова
Ворона пальмова (Corvus palmarum) — вид горобцеподібних птахів роду крук (Corvus) родини воронових (Corvidae).

## Поширення
Вид зустрічається в лісах на островах Куба та Гаїті. Підвид на Кубі знаходиться на межі зникнення.

## Опис
Тіло сягає до 43 см завдовжки. Пір'я чорного забарвлення з фіолетовим відблиском. Очі темно-коричневого кольору.

## Спосіб життя
Мешкає невеликими групами у лісистих місцевостях.

### Живлення
Живиться на землі або на деревах фруктами, насінням, комахи та ящірками.

### Розмноження
Будує гнізда на верхівах пальм. Гніздування триває з березня до липня. У кладці 4-5 яєць.